# Harmonisk mol
En harmonisk mol er en af de tre molvarianter. Den dannes ved at tage en molskala og hæve septimen en halvtone. For eksempel kommer en harmonisk A mol skala (som  traditionelt indeholder tonerne A, B, C, D, E, F, G) til at indeholde et Gis i stedet for et G.